# Malte Nyberg-Tolf
Jan Malte Nyberg-Tolf, född 18 november 1929 i Nätra socken, Ångermanland, död 2013, var en svensk målare, verksam i Tolfhamn i Näske, strax söder om Bjästa.
Han studerade några månader vid Konstfackskolan men hoppade av utbildningen för att istället studera vid Iván Grünewalds målarskola i Stockholm. Han gjorde studieresor till bland annat Frankrike, Spanien, Sydafrika och Grekland. Som stipendiat vistades han 1957–1958 i Sudan och Sydafrika.  
Nyberg-Tolf – som ofta signerade sina verk "Malte Nyberg XII" – debuterade 1955 med en separatutställning i Pretoria, där han också utförde en mosaik i en synagoga. Separat ställde han bland annat ut i Sundsvall, Örnsköldsvik, Umeå och Khartum. Som medlem i konstgruppen Konst i Norr medverkade han i utställningar runt i hela Norrland. Han engagerade sig också i människor med konstnärliga ambitioner, och tog emot ett stort antal elever i sin ateljé.
I sin färgstarka konst skildrade han "människans och naturens villkor i ett romantiskt, expressionistiskt oljemåleri med spontana inlägg", såväl i landskapsmåleri som självporträtt, figurer och stilleben. Han gjorde sig känd för okonventionella metoder att möta sin publik, bland annat i fängelser, på mentalsjukhus och i lastrummet på en träskuta han köpt för att bärga sjunktimmer åt Modo. 
Malte Nyberg-tolf var son till byggmästaren Tolf Erik Nyberg och Maria Berglund och gift med vävläraren Gunilla Norell.  
I sin ungdom ägnade sig Nyberg-Tolf åt backhoppning, fotboll och tyngdlyftning, med ett tangerat svenskt rekord som bästa resultat.